# Niger na Mistrzostwach Świata w Lekkoatletyce 2013
Reprezentacja Nigru na Mistrzostwach Świata w Lekkoatletyce 2013 liczyła 1 zawodnika.

## Występ reprezentanta Nigru
| Konkurencja             | Zawodnik    | Runda 1      | Runda 1 | Półfinał | Półfinał | Finał    | Finał   |
| Konkurencja             | Zawodnik    | Rezultat     | Pozycja | Rezultat | Pozycja  | Rezultat | Pozycja |
| ----------------------- | ----------- | ------------ | ------- | -------- | -------- | -------- | ------- |
| Bieg na 1500 m mężczyzn | Omar Bachir | 4:00,18 (PB) | 35.     | NQ       | NQ       | NQ       | NQ      |